# Douglas Coupland
Douglas Coupland   (Rheinmünster, 30 de desembre de 1961) és un novel·lista, dissenyador i artista visual canadenc. La seva primera novel·la, el best-seller internacional de 1991 Generation X: Tales for an Accelerated Culture, va popularitzar els termes Generation X i McJob. Ha publicat 13 novel·les, dues col·leccions de contes, set llibres de no ficció i una sèrie d'obres dramàtiques i guions per a cinema i televisió. És columnista del Financial Times, així com col·laborador freqüent de The New York Times , e-flux journal, DIS Magazine i Vice. Les seves exposicions d'art inclouen Everywhere Is Anywhere Is Anything Is Everything, que es va exposar a la Vancouver Art Gallery, i el Royal Ontario Museum i el Museum of Contemporary Canadian Art, ara el Museum of Contemporary Art Toronto Canada, i Bit Rot al Witte de With Center for Contemporary Art de Rotterdam, així com la Villa Stuck.
Coupland és un oficial de l'Orde del Canadà i membre de l'Orde de la Colúmbia Britànica. Va publicar la seva tretzena novel·la Worst. Person. Ever el 2012. També va publicar una versió actualitzada de City of Glass i la biografia Extraordinary Canadians: Marshall McLuhan. Va ser el presentador de les Massey Lectures de 2010, amb una novel·la acompanyant de les conferències publicades per House of Anansi Press: Player One - What Is to Become of Us: A Novel in Five Hours. Coupland ha estat inclòs dues vegades per al Scotiabank Giller Prize el 2006 i el 2010, va ser finalista del Writers' Trust Fiction Prize el 2009, i va ser nominat al Premi Hubert Evans de no ficció el 2011 per Extraordinary Canadians: Marshall McLuhan.

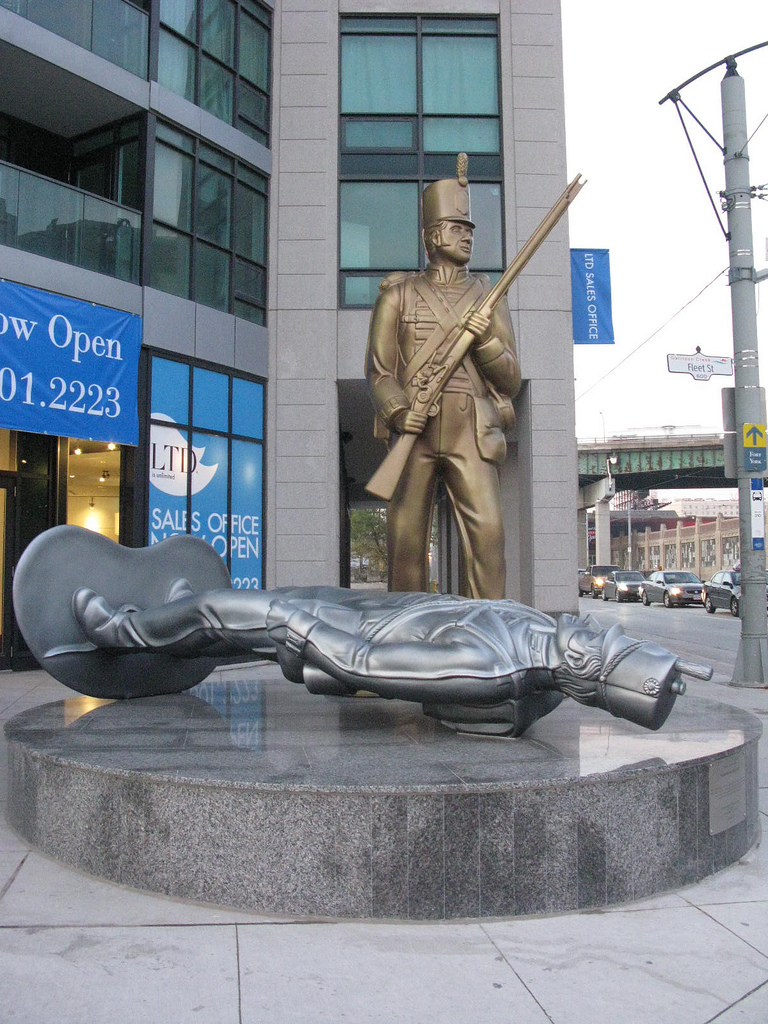
Monument a la guerra de 1812 a Toronto.

## Publicacions

### Ficció
- Generation X: Tales for an Accelerated Culture (1991)
- Shampoo Planet (1992)
- Life After God (1994)
- Microserfs (1995)
- Girlfriend in a Coma (1998)
- "Fire At The Ativan Factory" (1998), short story featured in Disco 2000
- Miss Wyoming (2000)
- All Families Are Psychotic (2001)
- God Hates Japan (2001) (Published only in Japan, in Japanese with little English. Japanese title is 神は日本を憎んでる (Kami ha Nihon wo Nikunderu))
- Hey Nostradamus! (2003)
- Eleanor Rigby (2004)
- jPod (2006) (1st Hardcover Ed. ISBN 0-679-31424-5) (longlisted for the Giller Prize)
- The Gum Thief (2007)
- Generation A (2009) (finalist for the 2009 Rogers Writers' Trust Fiction Prize)
- Player One (2010) (Novel adapted from 2010–2011 Massey Lectures, longlisted for the Giller Prize)
- Highly Inappropriate Tales for Young People (2011) (with Graham Roumieou)

### No-ficció
- Polaroids from the Dead (1996)
- Lara's Book: Lara Croft and the Tomb Raider phenomenon (1998)
- City of Glass (2000) (updated version 2010)
- Souvenir of Canada (2002)
- School Spirit (2002)
- Souvenir of Canada 2 (2004)
- Terry (2005)
- Extraordinary Canadians: Marshall McLuhan (2009)

### Guions
- Douglas Coupland: Close Personal Friend (1996)
- September 10 (2004)
- Inside the Light (2005)
- Souvenir of Canada (2005) (writing and narration)
- Everything's Gone Green (2007)
- All Families Are Psychotic (2009)
- jPod (2008) (TV series)